# Портрет пожилого мужчины (картина Мемлинга)
«Портрет пожилого мужчины» (нидерл. Portret van een oude man, англ. Portrait of an Old Man) — картина, написанная фламандским художником Хансом Мемлингом (Hans Memling, 1433/1435—1494) около 1475 года. На русский язык название картины иногда переводят как «Портрет старого мужчины» или «Портрет старика». Картина находится в постоянной экспозиции музея Метрополитен в Нью-Йорке. Она написана маслом на дереве, размер — 26,4 × 19,4 см, размер собственно изображения — 25,4 × 18,4 см. 

## История и описание
На картине изображён пожилой мужчина, сидящий со спокойно сложенными перед собой руками — пальцы его рук видны в нижней части картины. Считается, что этот портрет составлял диптих с «Портретом пожилой женщины» (его жены), который в настоящее время находится в коллекции Музея изящных искусств в Хьюстоне. Это предположение было впервые высказано искусствоведом Джеком Шрадером (Jack Schrader) в 1970 году.
До 1895 года «Портрет пожилого мужчины» находился в частной коллекции в Англии. В 1895 году он был продан Альберту фон Оппенгейму (Albert von Oppenheim) из Кёльна, который скончался в 1912 году. В 1912 году картина была продана за 82 000 долларов бизнесмену и коллекционеру из Нью-Йорка Бенджамину Олтману (Benjamin Altman). Бенджамин Олтман скончался в 1913 году, завещав свою коллекцию музею Метрополитен, в которой, кроме этой картины, были и другие работы Мемлинга — портреты Томмазо ди Фолько Портинари и Марии Маддалены Портинари.
Это не единственная картина художника с таким названием — также известна другая картина Мемлинга «Портрет пожилого мужчины», написанная в 1470—1475 годах и хранящаяся в Государственных музеях Берлина.